# نان خرمایی

دونوع نان خرمایی، نان خرمایی ساده (راست) نان خرمایی با گردو (چپ) در بازار کرمانشاه

نان خرمایی، نان خانَقی یا نان خانَقینی نوعی شیرینی است که از ترکیب خرما، آرد گندم، شکر، روغن کرمانشاهی، زعفران، آب، گلاب، تخم‌مرغ تهیه می‌شود و از سوغاتی‌های شهر کرمانشاه است. برای تهیه این شیرینی خرمای هسته‌گرفته را له نموده و به‌وسیلۀ خمیری که از آرد گندم تهیه شده پوشش داده و درون فر می‌پزند. ادویۀ به‌کار گرفته‌شده در این شیرینی زیره است.